# (16602) Anabuki
(16602) Anabuki est un astéroïde de la ceinture principale.

## Description
(16602) Anabuki est un astéroïde de la ceinture principale. Il fut découvert le 17 mars 1993 à Geisei par Tsutomu Seki. Il présente une orbite caractérisée par un demi-grand axe de 2,28 UA, une excentricité de 0,12 et une inclinaison de 3,4° par rapport à l'écliptique.

## Compléments